# توني ويلان
توني ويلان (بالإنجليزية: Tony Whelan)‏ (20 نوفمبر 1952 في المملكة المتحدة - ) هو لاعب كرة قدم بريطاني في مركز الهجوم. لعب مع مانشستر سيتي ومانشستر يونايتد ونادي روتشديل ونادي ويتون ألبيون وأتلانتا تشيفز وفورت لودردايل سترايكرز ولوس أنجلوس سكايهوكس ‏ وPhiladelphia Fever (MISL) ‏.

## وصلات خارجية
- توني ويلان على موقع قاعدة بيانات كرة القدم.إي يو (الإنجليزية)